# Ricky van Wolfswinkel
Ricky van Wolfswinkel (* 27. Januar 1989 in Woudenberg) ist ein niederländischer Fußballspieler. Der Stürmer steht seit Juli 2021 beim FC Twente Enschede in der Eredivisie unter Vertrag. In den Jahren 2010 und 2013 stand er in zwei Freundschaftsspielen für die niederländische Nationalmannschaft im Einsatz.

## Verein
Van Wolfswinkel wurde in der Vitesse/AGOVV Voetbal Academie (Nachwuchsfusion der Vereine Vitesse Arnheim und AGOVV Apeldoorn) ausgebildet. Bei den A-Junioren wurde er 2007 Topscorer der Liga und erhielt von Wesley Sneijder, in Vertretung für den KNVB, eine Auszeichnung für diese Leistung. Am 5. April 2008, also noch während der Saison 2007/08, kam er zu seinem Debüt in der Eredivisie. Im Spiel gegen Sparta Rotterdam wurde der Angreifer in der 85. Minute für Santi Kolk eingewechselt. In der Sommervorbereitung auf die Folgesaison wusste van Wolfswinkel zu überzeugen und rückte in die Stammelf der Arnheimer. Am 3. Spieltag, wieder gegen Sparta Rotterdam, traf er dann erstmals für seinen Klub. Nach einem guten Jahr gab er bereits im Mai 2009 an, dass er Vitesse zur Spielzeit 2009/10 verlassen würde.
Im Sommer 2009 wechselte er zum Ligakonkurrenten FC Utrecht, wo er einen Drei-Jahres-Vertrag unterzeichnete. Auf Anhieb konnte sich van Wolfswinkel einen Stammplatz erspielen. Den richtigen Durchbruch schaffte er jedoch erst 2010/11, als er in der Eredivisie mit fünfzehn Treffern bester Angreifer seiner Mannschaft war. Auch international machte er in dieser Saison auf sich aufmerksam, nachdem ihm in den nationalen Play-off-Begegnungen zur UEFA Europa League vier Treffer in vier Spielen gelangen. Während der Euro-League-Saison 2010/11 kam der Angreifer in zwölf Spielen (davon sechs Qualifikationsspiele) zum Einsatz, wobei ihm acht Tore gelangen. Utrecht schied bereits nach der Gruppenphase aus dem Turnier aus. Seit seinen guten Leistungen national wie auch international stand van Wolfswinkel auf den Notizzetteln großer europäischer Vereine.
Zur Saison 2011/12 sicherte sich Sporting Lissabon seine Dienste für die nächsten fünf Spielzeiten. Zur Saison 2013/14 wechselte Ricky van Wolfswinkel zu Norwich City in die englische Premier League und stieg mit dem Klub ab. Für die Spielzeit 2014/15 wurde er an den französischen Erstligisten AS Saint-Étienne und für die Saison 2015/16 an den spanischen Erstligisten Betis Sevilla ausgeliehen. Zur Saison 2016/17 wechselte van Wolfswinkel zum niederländischen Erstligisten Vitesse Arnheim, mit dem er in seiner ersten Saison den niederländischen Pokal gewinnen konnte. Im Finale erzielte er beim 2:0-Sieg gegen den AZ Alkmaar beide Tore und sicherte somit seinem Team den erstmaligen Gewinn des nationalen Pokalwettbewerbes.
Am 14. Juni 2017 gab der FC Basel bekannt, dass man mit van Wolfswinkel eine Einigung über einen Wechsel von Vitesse Arnheim gefunden hat. Er unterzeichnete einen Vertrag für drei Jahre bis zum 30. Juni 2020.
Zur Spielzeit 2021/22 kehrte er in die Niederlande zurück und schloss sich dem Erstligisten FC Twente Enschede an.

## Nationalmannschaft
Van Wolfswinkel spielte in verschiedenen Juniorennationalteams der Niederländer. Außerdem kam er bisher zu einigen Einsätzen für die B-Elf der Oranje.
Nach der Weltmeisterschaft 2010 berief Bondscoach Bert van Marwijk van Wolfswinkel für das Match in Donezk am 11. August 2010 gegen die Ukraine erstmals in den Kader der A-Nationalmannschaft. Da das Spiel zeitnah am WM-Finale war, hatte van Marwijk auf die bei der WM eingesetzten Spieler verzichtet. Van Wolfswinkel spielte beim 1:1-Remis vom Anpfiff an über 70 Minuten, ehe er gegen den ebenfalls debütierenden Roy Beerens ausgewechselt wurde.

## Privates
- Van Wolfswinkel ist mit Bianca Neeskens, der Tochter des ehemaligen niederländischen Nationalspielers Johan Neeskens, liiert.[10]
- Sein Onkel ist der ehemalige niederländische Fußballspieler Erik Willaarts, der unter anderem bei Borussia Mönchengladbach und dem FC Utrecht gespielt hat.[11]

## Titel und Erfolge
Vitesse Arnheim
- Niederländischer Pokalsieger: 2017

FC Basel
- Schweizer Cupsieger: 2019